# Bonnard (Yonne)
Bonnard es una localidad y comuna francesa situada en la región de Borgoña, departamento de Yonne, en el distrito de Auxerre y cantón de Migennes.

## Demografía
| 116 | 122 | 119 | 130 | 158 | 152 | 169 | 183 | 180 | 186 | 210 | 208 | 220 | 232 | 235 | 194 | 197 | 188 | 218 | 221 | 198 | 241 | 238 | 235 | 223 | 230 | 205 | 378 | 692 | 837 | 742 | 779 | 810 |
| Para los censos de 1962 a 1999 la población legal corresponde a la población sin duplicidades (Fuente: INSEE [Consultar]) |     |     |     |     |     |     |     |     |     |     |     |     |     |     |     |     |     |     |     |     |     |     |     |     |     |     |     |     |     |     |     |     |